# Őze Lajos-díj
Az Őze Lajos-díjat Őze Lajos, 1984-ben elhunyt Kossuth-díjas színművész emlékére alapította a Gyulai Várszínház. Az első díjat 1988-ban adták át.

## Díjazottak
- 1988 - Fülöp Zsigmond[4]
- 1989 -
- 1990 -
- 1991 - Kútvölgyi Erzsébet[4]
- 1992 - Szakácsi Sándor[5]
- 1993 - Sörös Sándor[4]
- 1994 -
- 1995 - Bezerédi Zoltán és Götz Anna[4]
- 1996 - Gáspár Tibor[4]
- 1997 - Fillár István[6]
- 1998 - Őze Áron[4]
- 1999 -
- 2000 - Bognár Gyöngyvér
- 2001 - Alföldi Róbert[4]
- 2002 -
- 2003 - Pálffy Tibor[4]
- 2004 -
- 2005 - Györgyi Anna[4]
- 2006 - Balázs Zoltán[1]
- 2007 - Vida Péter
- 2008 - Bogdán Zsolt[7]
- 2009 - Rácz József[8]
- 2010 -
- 2011 - Oberfrank Pál és Petrik Andrea[4]
- 2012 - Trill Zsolt[4]
- 2013 - Mátray László[9]
- 2014 - Zsigmond Emőke[10]
- 2015 - A Kaposvári Egyetem harmadéves színészosztály, Weöres Sándor: Psyché című előadásáért[11]
- 2016 - Sardar Tagirovsky
- 2017 - Szilágyi Ágota[12]
- 2018 - Tege Antal[13]
- 2019 -
- 2020 -
- 2021 - Szilágyi Enikő[14]
- 2022 - Imre Éva[15]
- 2023 - Schnell Ádám[16]
- 2024 - Varga Gabriella[17]